# Volksabstimmungen in der Schweiz 1926
Dieser Artikel bietet eine Übersicht der Volksabstimmungen in der Schweiz im Jahr 1926.
In der Schweiz fand auf Bundesebene eine Volksabstimmung statt, im Rahmen eines Urnengangs am 5. Dezember. Dabei handelte es sich um ein obligatorisches Referendum.

## Abstimmung am 5. Dezember 1926

### Ergebnis
| Nr. | Vorlage | Art | Stimm- berechtigte | Abgegebene Stimmen | Beteiligung | Gültige Stimmen | Ja      | Nein    | Ja-Anteil | Nein-Anteil | Stände | Ergebnis |
| --- | --- | --- | ------------------ | ------------------ | ----------- | --------------- | ------- | ------- | --------- | ----------- | ------ | -------- |
| 102 | Bundesbeschluss über die Aufnahme eines neuen Artikels 23bis in die Bundesverfassung betreffend die Getreideversorgung des Landes | OR  | 1'034'547          | 752'234            | 72,70 %     | 738'556         | 366'507 | 372'049 | 49,62 %   | 50,38 %     | 9:13   | nein     |

### Artikel zur Getreideversorgung

Abstimmungsplakat von Emil Cardinaux

Einheimisches Getreide war gegenüber Importen immer weniger konkurrenzfähig, weshalb die Landwirte zunehmend auf Futterbau für die Vieh- und Milchwirtschaft auswichen. Da zu Beginn des Ersten Weltkriegs sieben Achtel der Brotversorgung mit Importgetreide gedeckt werden mussten, hatte der Bundesrat 1914 ein staatliches Einfuhrmonopol erlassen, das nach Kriegsende in Kraft blieb. Nach umfangreichen Abklärungen kam der Bundesrat 1924 zum Schluss, dass der Getreidemarkt weiterhin reguliert werden müsse und schlug einen Getreideartikel in der Bundesverfassung vor. Mit diesem sollte der Bund verpflichtet werden, Vorräte zu sichern und den Anbau zu fördern. Ein Monopol in Friedenszeiten war jedoch ausdrücklich ausgeschlossen. Es bildete sich eine ungewöhnliche Allianz aus Bauernverband, BGB, SP, Gewerkschaften und Christlichsozialen, die das Monopol dauerhaft beibehalten wollte. Es sei die einfachste und sicherste Lösung zur Sicherung der Landesversorgung mit Getreide zu günstigen Preisen in Kriegs- und Friedenszeiten und zur Erhaltung des Bauernstandes. Die Gegner wiesen diese Aussagen zurück und ein weit verbreitetes Flugblatt argumentierte, staatliche Monopole seien Meilensteine auf dem Weg zum Sozialismus. Das Volksmehr wurde mit 49,6 % sehr knapp verpasst, das Ständemehr etwas deutlicher.